# Corine Rottschäfer
Corine Rottschäfer (ur. 8 maja 1938 w Hoorn, zm. 24 września 2020) – została wybrana Miss World w 1959 roku. Była pierwszą finalistką z Holandii jaka zdobyła tytuł.
Pierwszą wicemiss została María Elena Rossel Zapata z Peru, drugą Ziva Shormrat z Izraela, a trzecią Anne Thelwell z Wielkiej Brytanii.
Wcześniej, w roku 1957, zdobyła tytuł Miss Europy i startowała w konkursie Miss Universe w 1958 roku, kiedy to znalazła się w pierwszej piętnastce i zdobyła tytuł Miss Fotogeniczności.
W latach późniejszych kierowała własną agencją modelek, pod nazwą Corine's Agency w Amsterdamie.